# Sarah Rector
Sarah Rector, née le 3 mars 1902 et morte le 22 juillet 1967, est une noire américaine membre de la tribu Creek, connue pour avoir été la « jeune fille de couleur la plus riche du monde »,,,.

## Enfance
Sarah Rector naît à proximité de la ville de Taft (Oklahoma), dans l'est de l'Oklahoma, qui était alors un territoire indien. Ses parents, Rose McQueen et son mari Joseph Rector (les deux nés en 1881), sont des descendants d'esclaves propriété des indiens Creek, avant la guerre de Sécession. 
Le père de Sarah, Joseph Rector, est le fils de John Rector, un esclave affranchi des Creeks. En effet, le père de celui-ci, Benjamin McQueen, était l'esclave de Reilly Grayson, un indien Creek. La mère de John Rector était quant à elle l'esclave d'Opothleyahola, un chef Creek ayant combattu dans les guerres séminoles.
Après le traité de 1866, ils deviennent membre de la nation Creek (ou Muskogee), et sont ainsi répertoriés comme affranchis par la liste « Dawes » (en). Au titre du traité de 1866 passé entre le gouvernement américain et les Cinq tribus civilisées, ils ont droit à une allocation de terre, une étape nécessaire pour le processus d'intégration entre le Territoire de l'Oklahoma et le Territoire indien, qui formera l'État de l'Oklahoma. En conséquence, 600 enfants noirs, appelés « affranchis Muscogee mineurs » sont désignés pour recevoir des terres, et Sarah Rector en reçoit environ 64 hectares (159,14 acres).

## Découverte de pétrole et richesse
La parcelle allouée à Sarah Rector est située à Glenpool, à 60 km de l'endroit où elle réside avec sa famille. Le terrain est considéré comme de la terre de mauvaise qualité, inappropriée pour l'agriculture ; les terres de meilleure qualité sont réservées aux colons blancs et aux membres de la tribu. La famille de Sarah vit simplement, sans être pauvre. La taxe foncière annuelle de 30 dollars sur le terrain de Sarah représente toutefois une lourde charge financière, et son père tente plusieurs fois de le vendre au comté de Muskogee, mais les demandes sont refusées à cause de restrictions placées sur la propriété.
Pour tenter de couvrir le coût, Joseph Rector loue en février 1911 la parcelle de Sarah à la Standard Oil. En 1913, le prospecteur indépendant B. B. Jones creuse un puits sur la propriété, causant un blowout qui commence à produire 2 500 barils de pétrole par jour. Sarah reçoit en conséquence un revenu de 300 dollars par jour. La loi de l'époque imposait l'attribution d'un gardien blanc « de bonne réputation » aux indiens et aux noirs disposant de moyens considérables. Ainsi, dès que Rector commence à toucher ses importants revenus, T. J. (or J. T.) Porter, un résident blanc du coin, devient son tuteur à la place de ses parents. Par la suite, le terrain de Sarah est intégré dans le champ pétrolifère de Cushing-Drumright (en) et, en octobre 1913, elle perçoit un revenu de 11 567 dollars.
Alors que la nouvelle de la fortune de Rector se répand dans le monde entier, elle reçoit des demandes de prêt, de cadeau et des propositions de mariage, bien qu'elle n'ait que douze ans. Au regard de sa fortune considérable, le parlement de l'Oklahoma fait en sorte de la considérer comme citoyenne blanche, ce qui permet à Rector de profiter pleinement de son nouveau statut social élevé, comme voyager en première classe dans les trains.
En 1914, un journal afro-américain, le Chicago Defender, s'intéresse à Sara Rector après avoir entendu des rumeurs prétendant qu'elle serait une immigrante blanche maintenue dans la pauvreté. Le journal publie alors un article qui affirme que sa fortune est mal gérée par sa famille, et qu'elle vit une vie de misère sans éducation. En réaction, les leaders afro-américains Booker T. Washington et W. E. B. Du Bois s'inquiètent de son bien-être, et en juin, un agent de la National Association for the Advancement of Colored People (NAACP), James C. Waters Jr., envoie un mémo à Du Bois concernant sa situation. Waters est en effet en contact avec le Bureau des affaires indiennes et le Bureau fédéral de l'enfance (en), et essaye de clarifier les allégations de mauvaise gestion de la fortune de Rector. Il écrit à propos de son tuteur blanc : 
« Is it not possible to have her cared for in a decent manner and by people of her own race, instead of by a member of a race which would deny her and her kind the treatment accorded a good yard dog? »
« Ne serait-il pas possible que personnes de sa propre race s'occupent d'elle d'une manière décente plutôt qu'un membre d'une race qui lui refuserait, à elle et à ses semblables, le traitement accordé à un bon chien de cour ? »
Ce mémo pousse Du Bois à créer le département de l'enfance de la NAACP, qui s'occupe aussitôt d'enquêter sur les allégations de tuteurs blancs privant leurs pupilles noirs de leurs terres et biens. Washington quant à lui intervient aussi pour aider la famille Rector. En octobre, Sarah est admise à la « Children's School », un pensionnat de l'université Tuskegee en Alabama, dirigé par Washington. Après son diplôme, elle rejoint l'université.
En 1920, alors qu'elle a 18 ans, Sarah Rector est déjà millionnaire. Elle possède des actions, des obligations, une pension de famille, plusieurs entreprises et un terrain de 2 000 acres de terres cultivables (prime river bottomland). Elle quitte alors Tuskegee et avec toute sa famille, déménage à Kansas City dans le Missouri, où elle achète une maison sur la 12e avenue. Cette maison, connue sous le nom de « maison Rector », est actuellement propriété d'une organisation à but non lucratif qui cherche à la préserver.
Peu après son déménagement à Kansas City, alors qu'elle a 17 ou 18 ans, elle épouse Kenneth Campbell, un entrepreneur local. Les fiancés se marient dans la discrétion, seule la mère de Rector et la grand-mère paternelle de Campbell étant présents. En 1934, Sarah Rector épouse William Crawford, un propriétaire de restaurant.

## Fin de vie
Sarah Rector vit confortablement et profite de sa fortune, ayant goût pour les habits raffinés et les voitures. Elle organise des fêtes somptueuses, auxquelles participent notamment Count Basie et Duke Ellington.
Elle meurt le 22 juillet 1967 à l'âge de 65 ans. Elle est enterrée au cimetière Blackjack, dans sa ville natale de Taft.